# گنادی واگانوف
گنادی واگانوف (روسی: Генна́дий Ви́кторович Вага́нов؛ زادهٔ ۲۵ نوامبر ۱۹۳۰) اسکی‌باز صحرانوردی، و مربی اهل روسیه و از برندگان مدال‌های بازی‌های المپیک زمستانی است که در بازی‌های المپیک زمستانی ۱۹۶۰ و ۱۹۶۴ حضور داشت.